# Johanna Rolland
Pour les articles homonymes, voir Rolland.
Johanna Rolland, née le 11 mai 1979 à Nantes (Loire-Atlantique), est une femme politique française membre du Parti socialiste (PS).
Elle devient en 2008 adjointe au maire de Nantes Jean-Marc Ayrault, puis conseillère générale de la Loire-Atlantique en 2011 dans le canton des Dervallières. Après que Jean-Marc Ayrault a été nommé Premier ministre en 2012, elle succède au nouveau maire de Nantes Patrick Rimbert au poste de première adjointe.
Elle est élue maire de Nantes à la suite des élections municipales de mars 2014. Elle est alors la première femme à diriger cette municipalité. Elle devient parallèlement présidente de Nantes Métropole. Jusqu'en 2016, elle préside également le réseau Eurocities.
Elle remporte un second mandat à la mairie et à la métropole après les élections de juin 2020. Elle est portée peu après à la présidence de France urbaine, devenant ainsi la deuxième femme à présider une association française de collectivités.

## Vie privée
Fille d'une enseignante dans le secteur privé et d'un employé de banque et syndicaliste, de qui elle hérite ses convictions politiques, Johanna Rolland est née à Nantes le 11 mai 1979 et est l'aînée de leurs trois filles. Elle est mariée et mère de deux enfants.

## Études et carrière professionnelle
Scolarisée dans l'enseignement public à Vertou (collège Jean-Monnet) puis à Nantes (lycée Les Bourdonnières), Johanna Rolland obtient un baccalauréat scientifique en 1997. Elle intègre une classe préparatoire hypokhâgne et khâgne au lycée Gabriel-Guist'hau puis l'Institut d'études politiques de Lille dont elle est diplômée de la section « politique et société » en 2001. Elle obtient un master intitulé « développement local de la Ville » à l'université Pierre Mendès-France (Grenoble II),.
Parallèlement, elle s'investit sur le terrain associatif (entraîneuse d'une équipe de basket à Vertou) et humanitaire (projets de coopération internationale en Bosnie-Herzégovine et en Afrique du Sud).
Elle est recrutée en 2002 par la ville du Creusot (Saône-et-Loire) comme chargée de la démocratie participative dans un quartier en rénovation urbaine, et pour la mise en place de conseils de quartiers. Elle obtient le concours d'attachée territoriale en 2004 et est nommée à cette occasion responsable du service « politique de la ville ». Elle retourne peu après à Nantes où elle est recrutée comme attachée parlementaire de Jean-Marc Ayrault,.

## Parcours politique

### Ascension
Élue au conseil municipal de Nantes en 2008, elle est nommée adjointe au maire chargée de l'éducation et de la jeunesse. Elle met en place différentes actions : création d'un service public municipal d'accompagnement scolaire et éducatif, amélioration des services de restauration scolaire, mise en place du festival jeunesse Spot. En 2011, elle est élue conseillère générale du canton de Nantes-11 (quartier Dervallières - Zola) avec 69 % des voix, dans un contexte de très forte abstention.
En juin 2012, Jean-Marc Ayrault est nommé Premier ministre tandis que son premier adjoint Patrick Rimbert lui succède à la tête de la municipalité. Le conseil municipal désigne Johanna Rolland comme nouvelle première adjointe chargée de l'éducation, de la jeunesse, des grands projets urbains et de la politique de la ville. Elle travaille sur différents projets d'urbanisme : le grand projet de ville Malakoff, le grand projet global Bellevue, l'île de Nantes et le quartier de la Création.

### Maire de Nantes
En mai 2013, Patrick Rimbert annonce qu'il ne sollicitera pas de nouveau mandat de maire en vue des élections municipales de mars 2014. Johanna Rolland est alors investie par son parti pour conduire la liste socialiste. Au deuxième tour du scrutin, le 30 mars 2014, la liste de gauche qu'elle conduit obtient la majorité absolue avec 56,21 % des voix et remporte 51 des 65 sièges à pourvoir au conseil municipal, ainsi que 38 des 48 sièges nantais au conseil communautaire de Nantes Métropole qui compte désormais 97 membres en vertu de la nouvelle loi MAPAM,. Le 4 avril 2014, le nouveau conseil municipal sorti des urnes la désigne comme nouveau maire. Le même jour, elle démissionne de son mandat de conseillère générale. Elle est ainsi la première femme à diriger cette municipalité.
Le 16 avril 2014, elle est élue à la présidence de Nantes Métropole par 61 voix contre 35 pour le maire de Sainte-Luce-sur-Loire Jean-Guy Alix, candidat présenté par les élus de la droite et du centre. Le 26 mai 2014, elle est désignée présidente du pôle métropolitain Nantes - Saint-Nazaire.
Le 7 novembre 2014, elle est élue à la présidence du réseau Eurocities. Ce mandat s’achève en 2016. Elle est aujourd'hui toujours membre du comité exécutif.
Johanna Rolland soutient Manuel Valls lors de la primaire citoyenne de 2017. En vue du second tour de l'élection présidentielle de 2017, elle appelle à voter Emmanuel Macron, après avoir soutenu Benoît Hamon lors du premier tour. En 2018, elle soutient la candidature d'Olivier Faure pour le congrès d'Aubervilliers du PS.
En 2019, elle soutient la candidature de Raphaël Glucksmann aux élections européennes.
Après la victoire de sa liste au second tour des élections municipales de 2020, Johanna Rolland est réélue maire de Nantes par le conseil municipal le 3 juillet.
Le 24 septembre 2020, elle est élue à la présidence de France urbaine, association d'élus des grandes villes, métropoles, communautés urbaines et d'agglomération françaises. Elle est nommée en mars 2021 porte-parole du Parti socialiste en vue de l'élection présidentielle de 2022. En septembre de la même année, elle devient la directrice de campagne d'Anne Hidalgo, candidate PS au scrutin présidentiel, qui est éliminée dès le premier tour avec 1,75 % des voix.
Elle est au cœur des négociations du Nouveau Front populaire en juin 2024.

## Résultats électoraux

### Élections cantonales
| Année | Parti | Parti | Canton    | 1er tour | 1er tour | 1er tour | 2d tour | 2d tour | 2d tour | Issue |
| Année | Parti | Parti | Canton    | Voix     | %        | Rang     | Voix    | %       | Issue   | Issue |
| ----- | ----- | ----- | --------- | -------- | -------- | -------- | ------- | ------- | ------- | ----- |
| 2011  |       | PS    | Nantes-11 | 1 709    | 41,46    | 1re      | 2 698   | 69,14   | 1re     | Élue  |

### Élections municipales
| Année | Nuance | Nuance | Commune | Position      | 1er tour | 1er tour | 1er tour | 2d tour | 2d tour | 2d tour | Sièges (CM) |
| Année | Nuance | Nuance | Commune | Position      | Voix     | %        | Rang     | Voix    | %       | Rang    | Sièges (CM) |
| ----- | ------ | ------ | ------- | ------------- | -------- | -------- | -------- | ------- | ------- | ------- | ----------- |
| 2014  |        | UG     | Nantes  | Tête de liste | 33 201   | 34,51    | 1re      | 51 990  | 56,21   | 1re     | 51 / 65     |
| 2020  | 22 713 | UG     | Nantes  | Tête de liste | 31,36    | 1re      | 34 107   | 59,67   | 1re     | 56 / 69 |             |

## Fonctions et mandats

### Mandats municipaux
- 2008-2012 : adjointe au maire de Nantes, Jean-Marc Ayrault, chargée de l'éducation et de la jeunesse.
- 2012-2014 : première adjointe au maire de Nantes, Patrick Rimbert, chargée de l'éducation, de la jeunesse, des grands projets urbains et de la politique de la ville.
- Depuis le 4 avril 2014 : maire de Nantes.

### Mandats intercommunaux
- Depuis le 16 avril 2014 : présidente de Nantes Métropole.
- Depuis le 26 mai 2014 : présidente du pôle métropolitain Nantes - Saint-Nazaire.

### Mandats cantonaux
- 2011-2014 : conseillère générale élue dans le canton de Nantes-11 (quartier Dervallières - Zola).

### Autres fonctions
- 2014-2016 : présidente d'Eurocities.
- Depuis le 24 septembre 2020 : présidente de France urbaine.